# 에이미 그랜트

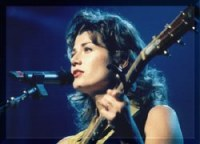
에이미 그랜트, 1998년 Behind the Eyes tour.

에이미 리 그랜트(Amy Lee Grant, 1960년 11월 25일 ~ , 미국 조지아주 오거스타)는 미국의 싱어송라이터이며 CCM과 팝 음악으로 유명하다. 최근에는 베스트셀러 작가, 텔레비전 출연, 그리고 때때로는 배우로도 유명하다.
그랜트는 십대인 1977년에 데뷔해 2년 후에는 그의 곡이 크리스찬 라디오 차트에 1위로 올랐다. 1982년 내놓은 앨범 《Age to Age》는 플래티넘 음반이 되었다.
1985년까지 그의 음악은 더 큰 청중들에게 퍼졌으며, 음반 《Unguarded》는 CCM이 아닌 주류 가요 차트에 올랐다. 1991년 나온 《Heart In Motion》이 지금까지 가장 많이 팔린 음반이며, 싱글 곡으로는 〈Baby Baby〉가 가장 유명하다.
1990년대와 2000년대 초까지는 가스펠적인 요소가 없는 팝음악 활동을 하다가 2002년 《Legacy...Hymns and Faith》으로 CCM으로 돌아온다. 2006년 NBC에 〈Three Wishes〉에 출연한다.

## 음반목록
- Amy Grant (1977)
- My Father's Eyes (1979)
- Never Alone (1980)
- Age to Age (1982)
- A Christmas Album (1983)
- Straight Ahead (1984)
- Unguarded (1985)
- The Animals' Christmas with Art Garfunkel (1986)
- Lead Me On (1988)
- Heart in Motion (1991)
- Home for Christmas (1992)
- House of Love (1994)
- Behind the Eyes (1997)
- A Christmas to Remember (1999)
- Legacy... Hymns and Faith (2002)
- Simple Things (2003)
- Rock of Ages... Hymns and Faith (2005)
- Somewhere Down the Road (2010)
- How Mercy Looks from Here (2013)
- Tennessee Christmas (2016)